# (61342) Lovejoy
(61342) Lovejoy est un astéroïde de la ceinture principale.

## Description
(61342) Lovejoy est un astéroïde de la ceinture principale. Il fut découvert le 3 août 2000 à Loomberah par Gordon J. Garradd. Il présente une orbite caractérisée par un demi-grand axe de 2,38 UA, une excentricité de 0,21 et une inclinaison de 3,2° par rapport à l'écliptique.

## Compléments